# ジョージ・フォックス大学
ジョージ・フォックス大学（GFU）は、アメリカ合衆国オレゴン州ニューバーグにある、リベラルアーツ・サイエンスと専門研究のキリスト教系大学である。1885年にクエーカー教徒の学校として設立された私立大学であり、ニューバーグのメインキャンパスとポートランド・セイラム、レドモンドにあるセンターで3,900人以上の学生が学んでいる。大学院の研究科として、心理学、社会福祉学、ビジネス学、教育学、カウンセリング学、理学療法学、神学などがある。
メインキャンパスは、ダウンタウンニューバーグの近くのオレゴンルート99Wとオレゴンルート219のジャンクション付近に位置する。
ジョージ・フォックスは全米大学体育協会（NCAA）北西部協議会（Northwest Conference）のディビジョンⅢに属している。スクールカラーはオールドゴールドとネイビーである。

## 歴史
本校は、1885年にクエーカー教徒らによりオレゴン州ニューバーグで設立されたフレンズ・パシフィック・アカデミーを原初としており、1891年にカレッジになりパシフィック・カレッジと改称。
本校のBruinというマスコットは、1887年にニューバーグから西に約 15マイル (24 km)の、 カールトンにほど近いオレゴン・コースト・レンジの山麓で見つかった、実在した小熊に由来する 。その小熊の母親は射殺されたが、パシフィック・アカデミーの学生が小熊を見つけ、キャンパスに連れ帰った。後に大学の上級生らがその熊の皮を非公式のマスコットとし、他のクラスの学生はしばしばその奪取を試みた 。皮が劣化すると、学生らは革のレプリカを作成してそれをBruinジュニアと呼んだ。現在でも"Bruin brawls"と呼ばれる学生自治会主催のクラス競技会があり、Bruinジュニアをかけて競われる。
1893年に同校は株式会社化し、1925年に4年制大学となる。初代大学総長は第31代大統領ハーバート・フーヴァーのおじであるDr.H.J.Minthornであり、フーヴァーは初期の大学で学んでいる。 1949年にキリスト友会の創始者であるジョージ・フォックスにちなんでジョージ・フォックス大学に名称変更した。
1991年から2010年の間、大学は全学部生にコンピューターを支給した。1996年に、 Western Evangelical Seminary を併合。生物学の准教授であるDwight Kimberlyがカーネギー基金の2000年年間オレゴン教授賞を受賞。演劇学の准教授であるRhett Luedtkeは、僅か3人しかいないジョン・F・ケネディ・センターからnationally to receive a National Directing Fellow Awardを2010年に受賞した教授陣の1人であった。
学生数は登録者数が549人であった1986年から500%以上にも伸びた。ニューバーグ・ポートランド・セイラム他の各地域で学ぶ学生の総数は4100人以上であり、 ジョージ・フォックス大学は現在オレゴン州で2番目に大きな私立大学である。
2014年にトランスジェンダーの学生に関連する住居問題があり、ジョージ・フォックス大学はTitle IX（男女教育機会均等法）によるトランスジェンダーの学生尊重の要求の適用除外を受けている。
2015年に、新しい学生寮が建設され、前大学総長David H. Brandtとその妻Melvaに因み、Brandt Hallと名付けられた。2016年秋に新しい食堂Canyon Commons がオープンした。

## 学問

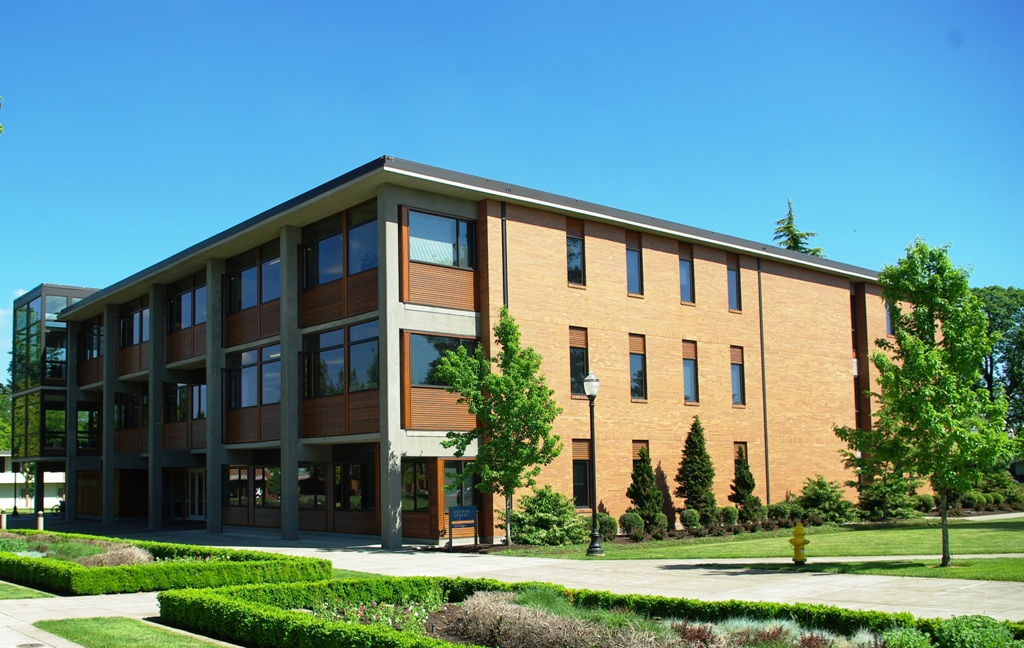
ニューバーグキャンパスのStevens Center

当校は学士課程・修士課程・博士課程を用意している。また、毎年研究で成果を出した15人から25人の学生に助成金を支給しているRichter Scholars programに参加しており、Council for Christian Colleges and Universities (CCCU)の"Best Semester"プログラムを通じて、学生には海外留学の機会が与えられる 。

### 学部専攻
学生は以下の科目を専攻することができる：
会計学、応用科学、美術、体育訓練、聖書学、生化学、生物学、化学、映像メディアコミュニケーション学、認知科学、コミュニケーション・アーツ、コンピュータ科学、経済学、初等教育、工学、英語学、アントレプレナーシップ、運動科学、金融学、グローバルビジネス、健康人間性能学、歴史学、情報システム学、学際研究、国際学、ジャーナリズム学、マネージメント学、マーケティング学、数学、音楽、音楽教育学、看護学、組織通信学、哲学、政治学、心理学、社会学、スペイン語学、演劇学

### 大学院
教育プログラムには、教授法修士(MAT）、カウンセリング修士(MA)、教育学修士(Med)、教育学博士(EdD）、学校カウンセリング修士(MA)、学校教育心理学博士(EdS)、結婚-家族療法学修士(MA)の他、教育者認証プログラムがある 。ビジネススクールには、全日・定時制の経営学修士（MBA）と経営学博士（DBA）プログラムがある。 更にジョージ・フォックスでは、心理学博士課程(PsyD) や理学療法博士（DPT）課程をとることができる。修士の社会事業修士(MSW)プログラムが2015年度秋から開始された。
また、 ポートランド神学校が牧会学博士課程として以下の3教科を提供している ;
リーダーシップ及び精神形成、記号論及び未来研究、リーダーシップとグローバルな視点 
更に、神学研究修士(MA)、神学修士(MDiv)、国際文化研究修士、宗教指導学修士、牧会学修士があるほか、各種認証や専門課程がある。

## スポーツ
ジョージ・フォックスのスポーツチームはthe Bruinsとして知られる 。17種類のスポーツがあり – 女性競技9種、男性競技8種 – 、NCAA北西部協議会のディビジョンIIIに属している.
男性競技;
野球、バスケットボール、クロスカントリー、フットボール、ゴルフ、サッカー、テニス、トラック&フィールド
女性競技;
バスケットボール、クロスカントリー、ゴルフ、ラクロス、サッカー、ソフトボール、テニス、トラック＆フィールド、バレーボール
ジョージ・フォックス大学は40年ほどはNational Association of Intercollegiate Athletics (NAIA)に所属していたが、1998年に北西部協議会とともにNCAAに切り替えた。
Bruinsは近年全国レベルでの成績を収めている。 野球チームは2004年にNCAA部III全国大会で優勝を飾っており、その試合はポートランドのラジオ局KFXX AM1080の番組"The Fan"で北西部スポーツの歴史の中でもトップ50モーメントの一つとされている 。2009年に女子バスケットボールチームは無敗を誇り(32-0)、タイトルゲームで60-53でセントルイス・ワシントン大学を破ってシーズンを締めくくった 。その勝利をもって、ジョージ・フォックスは、ディビジョンIIIでの全女子競技の中でもロッキー山脈以西での大学で初めての優勝であることを宣言した 。Scott Rueck監督は、NCAAディビジョンIIIの年間監督賞に選ばれた 。さらに最近では2011-12年 と2014/15年度  に、女子バスケットボールチームがNCAAディビジョンIIIの決勝にまで勝ち進んでいる。
フットボールは45年の中断を経て2014年秋に復活した。 復活時の監督Chris Caseyは、元Bruinで現在のオレゴン州の地元野球チームBeavers監督のPat Caseyと兄弟である。

## 学生生活

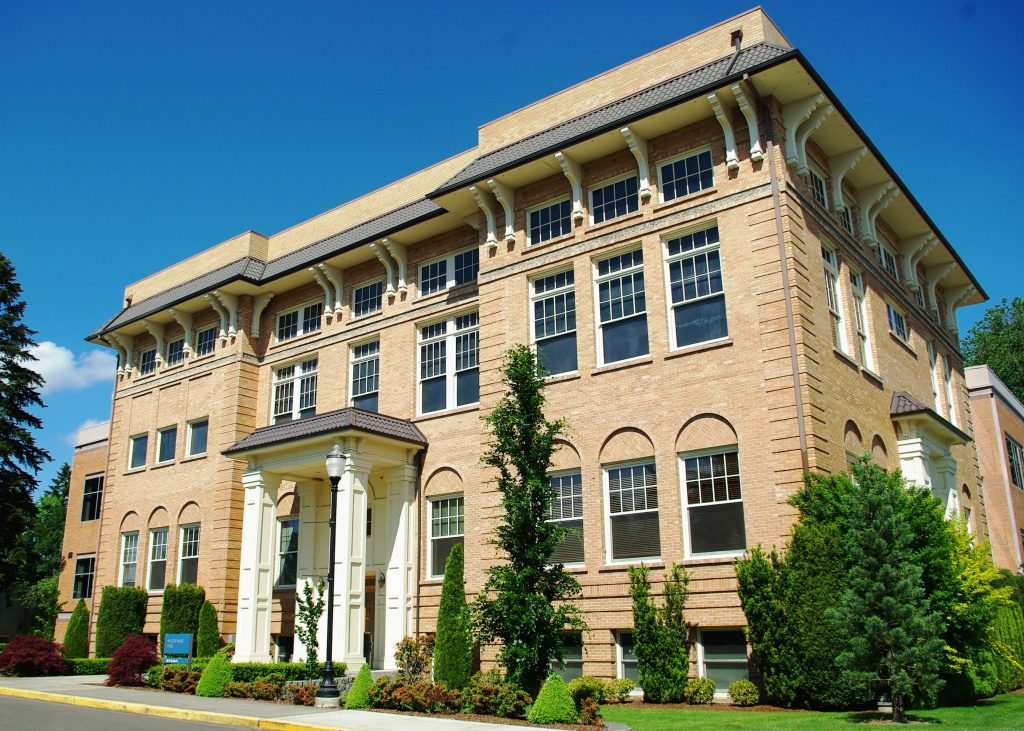
Wood-Mar Hall.

ジョージ・フォックス大学は、Council for Christian Colleges and Universities（CCCU）の正式会員である。参加に必要な教会等の行事や奉仕活動への参加など、ライフスタイルに関する同意書への署名が求められる。 学生は圧倒的にクリスチャンが多いが、信仰や宗教に関する表明は求められていない。教員やスタッフには、伝統的キリスト教教義を信仰することを誓う署名が求められる。大学の内外を問わず、学生には喫煙と飲酒、また当然のことながらドラッグの使用が認められていない。
大学は、毎年数十人のキリスト教徒を講師として週2回開かれる行事に招いている。数百名の生徒が毎年冬と春に開催される米国西部・メキシコ・カナダの各地への"奉仕旅行"に参加する。 学生は各休み期間のうち1週間を使い、10-25人からなるグループで、伝道奉仕、ホームレスシェルター、NPOのボランティア活動等を行う 。教職員、学生は毎年9月の"奉仕の日"にも参加する。 90％以上の教職員は、仕事や授業を休んで現地の教会、学校、NPOなどで手作業や保全作業等を行うボランティア活動が認められている。
生徒に占めるクエーカー教徒の割合は5%しかいないものの、ジョージ・フォックス大学はクエーカーの中心と考えられており 、クエーカーと非暴力の歴史に関する書物を収納した大規模な図書館がある。 毎年夏にはクエーカーの北西部年会議がキャンパスで開催され、本部が大学の隣に設けられる 。1984年に大学はCenter for Peace Lerningを設立し、今日はFriends peace testimonyとのつながりから派生したCenter for Peace and Justieとして知られる。

## キャンパス
ニューバーグのメインキャンパスに加え、大学には4つの場所に教室がある：
| Newberg Campus                        | Portland Center                              | Salem Site                                | Redmond Site                        |
| 414 N. Meridian St. Newberg, OR 97132 | 12753 S.W. 68th Ave. #185 Portland, OR 97223 | 4910 Brooklake Road N.E. Brooks, OR 97305 | 4555 Elkhorn Ave. Redmond, OR 97756 |

ニューバーグキャンパスは二つの建物が 国家歴史登録財に指定されている 。1つ目は1886年に建てられたMinthorn Hallであり、現在も教室として使用されている 。2つ目は、1883年に大学総長の住居として建設されたJesse Edwards Houseである。
ニューバーグキャンパスには23つの学生住宅、10つの学生寮、4つアパートがある。

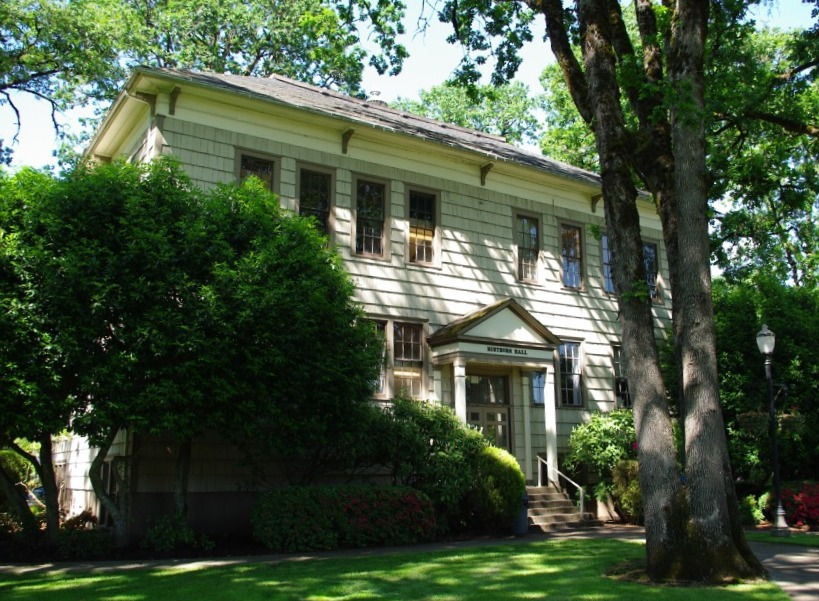
GFU Minthorn Hall
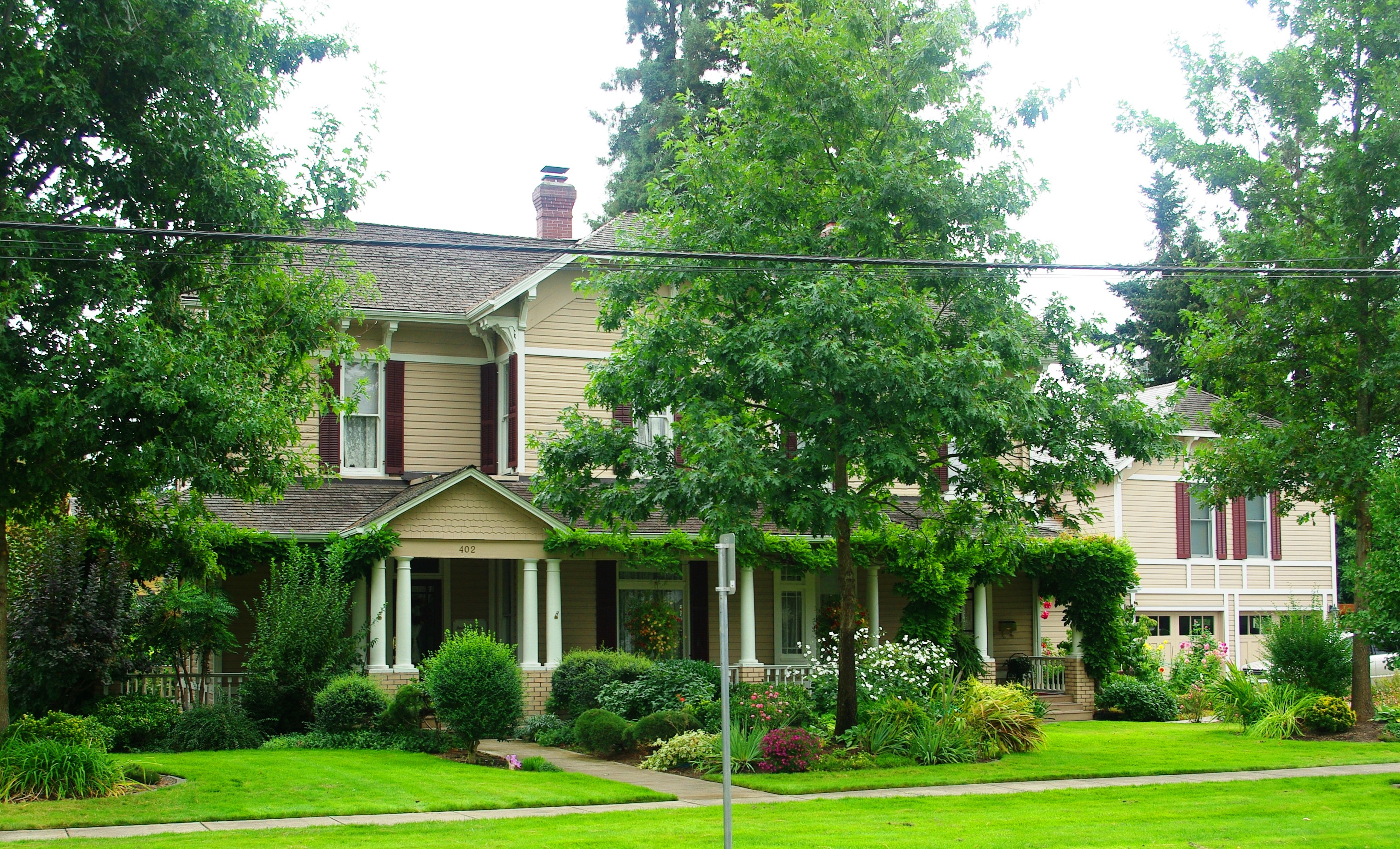
Jesse Edwards House

## ランキング

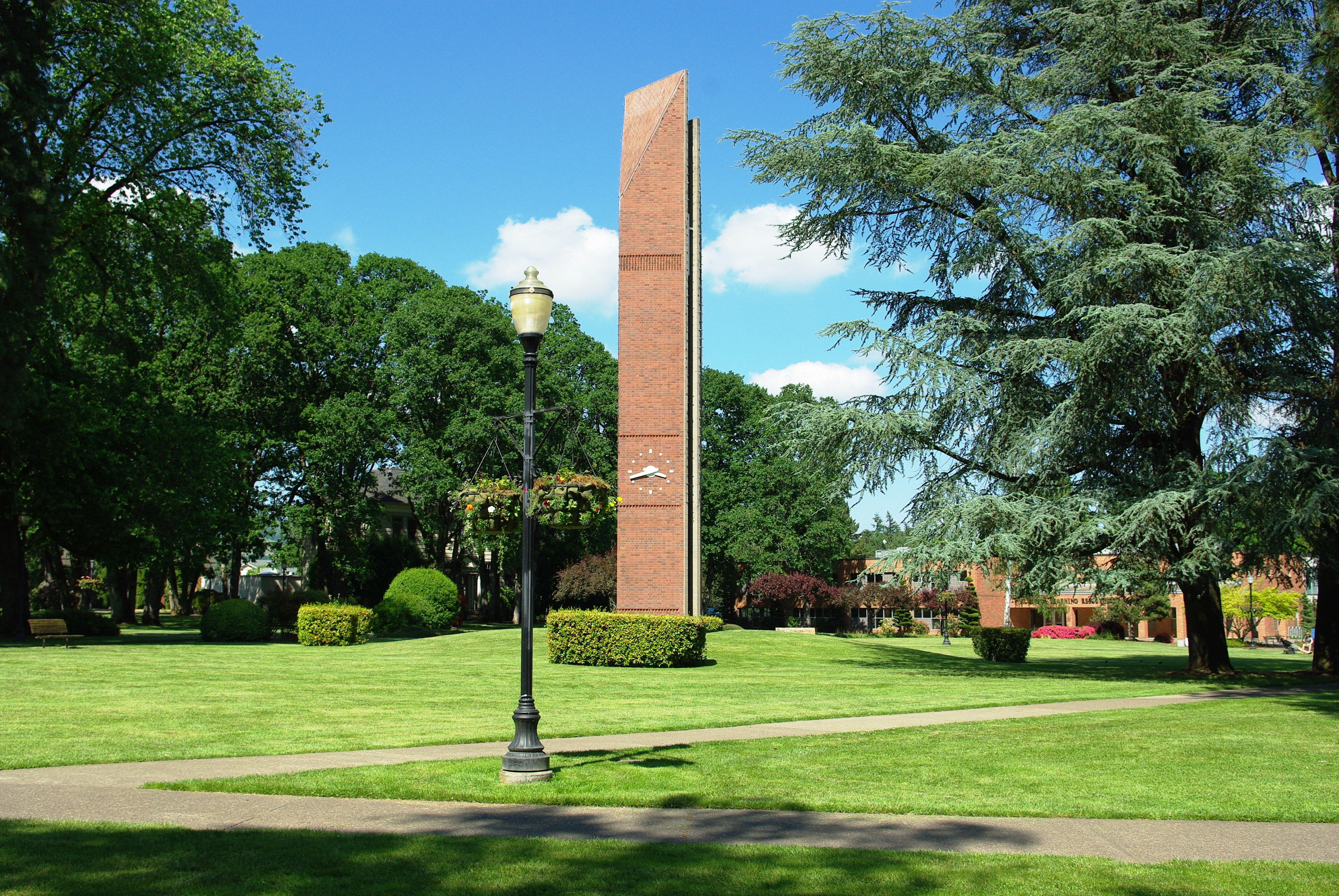
百周年記念塔

フォーブス は、2009-10年の全米大学ランキングトップ100の中にジョージ・フォックスを加えている。ジョージ・フォックスは58位であり、111大学が加盟するCCCUの中で最高である。
ジョージ・フォックス大学はUSニューズ&ワールド・レポートに西部の地域大学で最上と位置付けられた 。2014年に同紙の"アメリカの大学ベスト"にまとめたデータによると、ジョージ・フォックスはおよそ1,800認定機関の中で留学を卒業前にした学生の比率(49%)では58位であった。
2011-12年には、雑誌Kiplinger's Personal Financeの格付でジョージ・フォックスは、全国のキリスト教大学及び私立大学80校の中で"Best Vallue"と評価された。

## 英語専門課程（ELI）
アメリカの大学での専門的な研究・学習を目指す学生のために、集中英語学習プログラム（ELI： English Language Institute ）が用意されている。
ELIの特徴として以下が挙げられる。
- どのような英語能力の人でも、入学する事ができる。
- 大学の正式な学部（コミュニケーション学部）プログラムである。
- アメリカ人学生と一緒の授業を受講する。
- アメリカ人学生向け一般授業を、４単位／週まで履修することが可能。
- 上級コース（レベルC）を修了した学生は、正式な学生として他学部への入学が許される。
- ELIは30単位を学部の卒業単位として認められるため、終了後に他学部に移籍しても、無理せず４年間で大学を卒業する事が可能である。

## 著名な出身者・教員
ジョージ・フォックスの卒業者又は元在籍者：
- Cherie Buckner-Webb：アイダホ州上院議員.
- Robert F. Burt,：第24代アメリカ海軍従軍牧師長（2006-2010）
- Ken Carter, 母校リッチモンド高校のバスケットボールコーチとして活躍し、 2005年の映画『コーチ・カーター』のモチーフとなる[54]
- Pat Casey:オレゴン州の地元野球チームBeavers監督
- John Davis：オレゴン州議員。
- Aaron Elling,：フットボールのプロ選手でプレースキッカー (卒業前にワイオミング大学に移籍).
- Richard Foster：Celebration of Disciplineの著者
- Peggy Fowler：Portland General Electric元CEO.
- Herbert Hoover：第31代大統領 (スタンフォード大学に入学する前、パシフィック・アカデミーで学んだ)
- Rick Johnson：作家・話し手
- Dan Kimball：牧師、Emerging church運動に参加する作家
- John Lim：オレゴン州の元政治家、実業家
- Gina Ochsner：作家
- Andy Olson：オレゴン州議員
- Darleen Ortega：オレゴン控訴裁判所判事.
- Bill Post：オレゴン州議員
- Rolf Potts：旅行作家
- Robert L. Saucy：聖書学者、組織神学教授.
- Daniel L. Smith-Christopher：神学者、作家

ジョージ・フォックスで教鞭をとった者：
- Stan Bunn：オレゴン州の法律家・政治家、元公共機構長官.
- Mark O. Hatfield：元オレゴン州の政治家、教育者
- Lynn Lundquist：オレゴン衆議院の元スポークスマン
- Leonard Sweet:著名な客員教授